# 復康徑 (藍田)

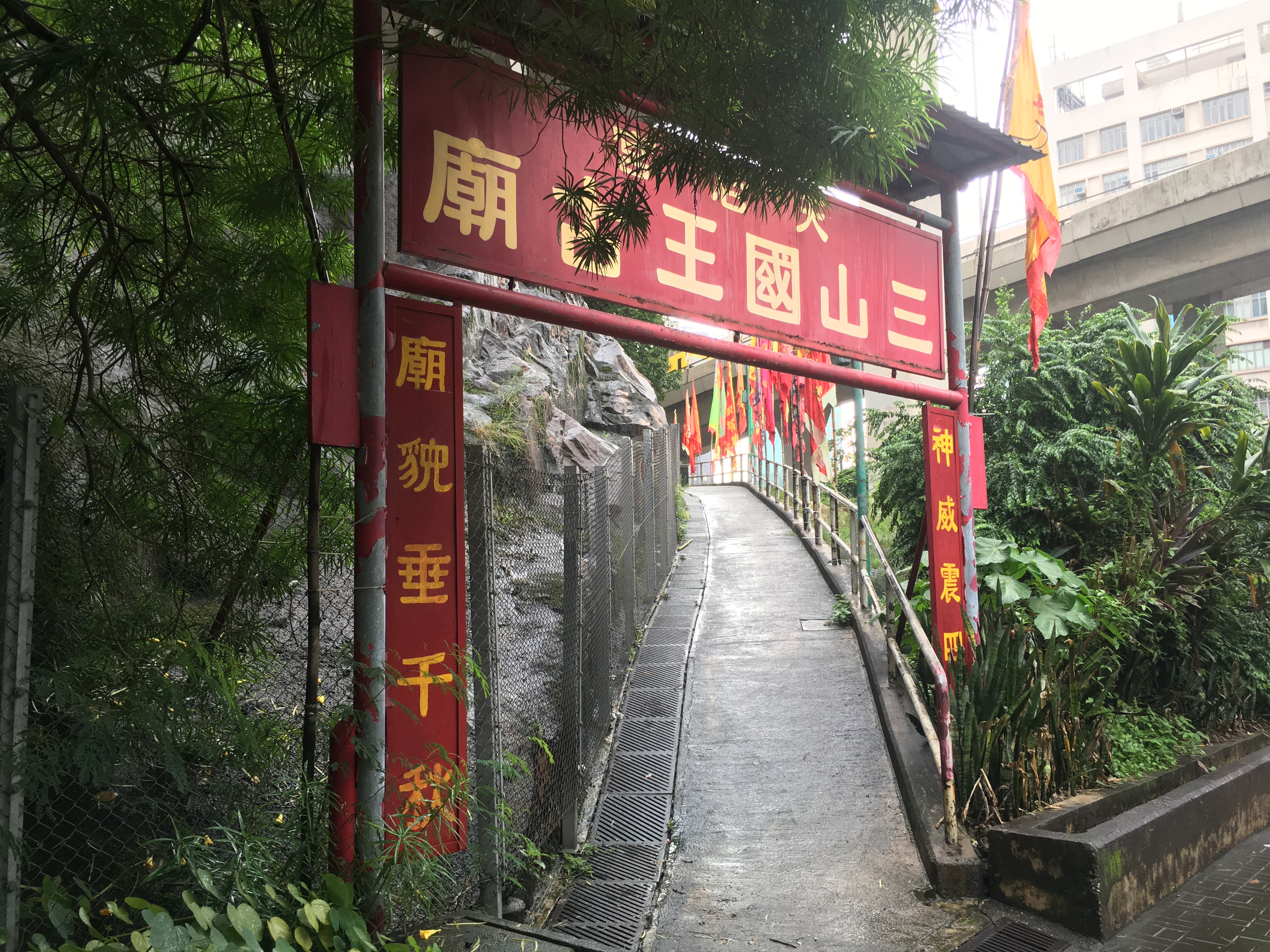
無名小徑面向鯉魚門道入口

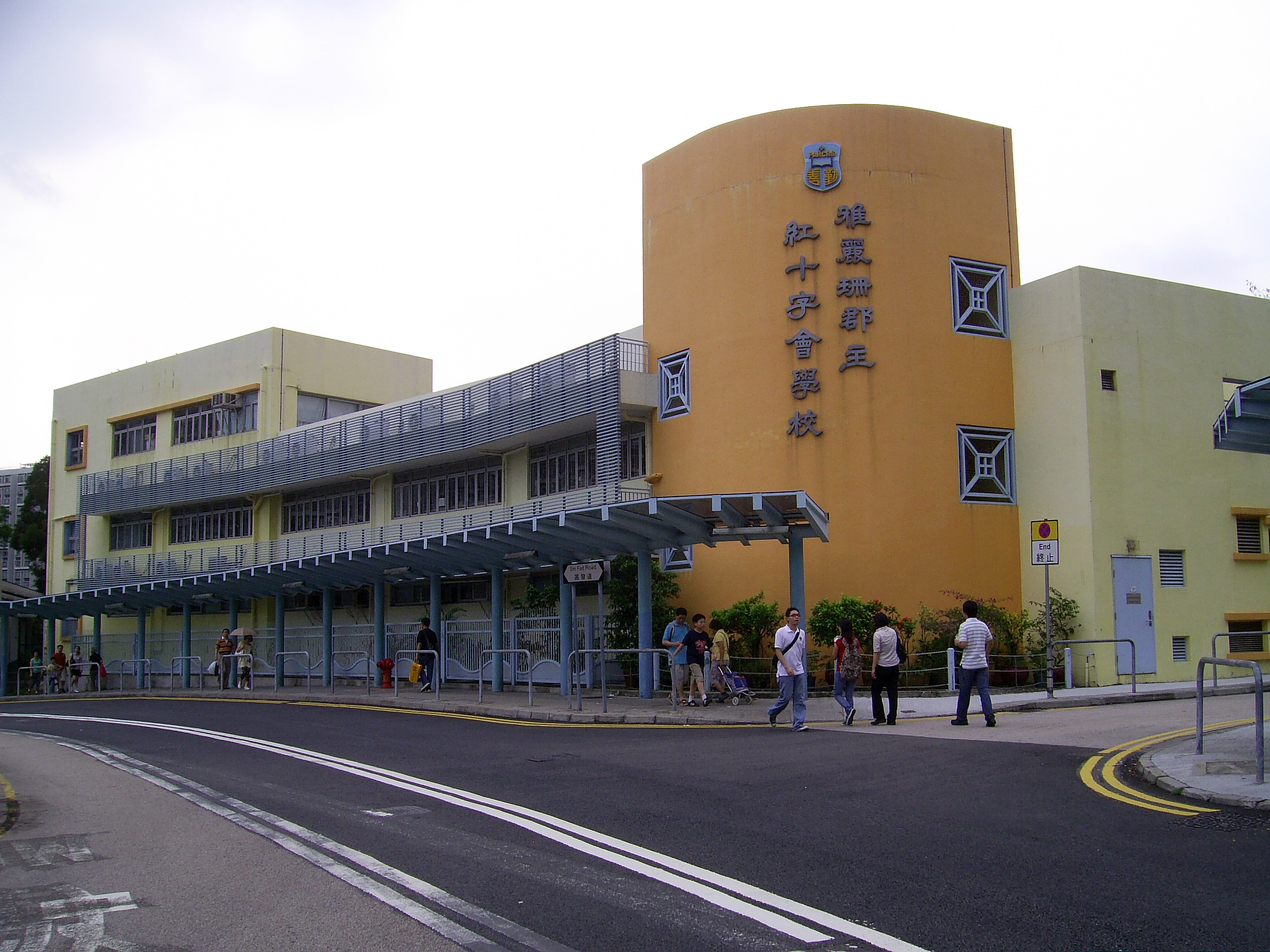
右方為復康徑與茜發道行人路的交界

復康徑是位於晒草灣白泥山的一條小山徑，連接茜發道至鯉魚門道的觀塘三山國王廟。

## 命名
復康徑連接位於晒草灣白泥山上的香港復康會總部，因而得名。

## 用途
此山徑讓來自茜發道白泥山上一帶（例如匯景花園）的行人及居民直接穿越抵達鯉魚門道，而無須取道茶果嶺道，可更快到達觀塘法院和觀塘游泳池等地點。
惟鯉魚門道方向接駁一條無名小徑，行人只可徒步，因此車路為一盡頭路（「掘頭路」）。

## 設施
- 復康徑7號：香港復康會藍田綜合中心

- 復康徑8-9號：香港紅十字會雅麗珊郡主學校

## 圖片

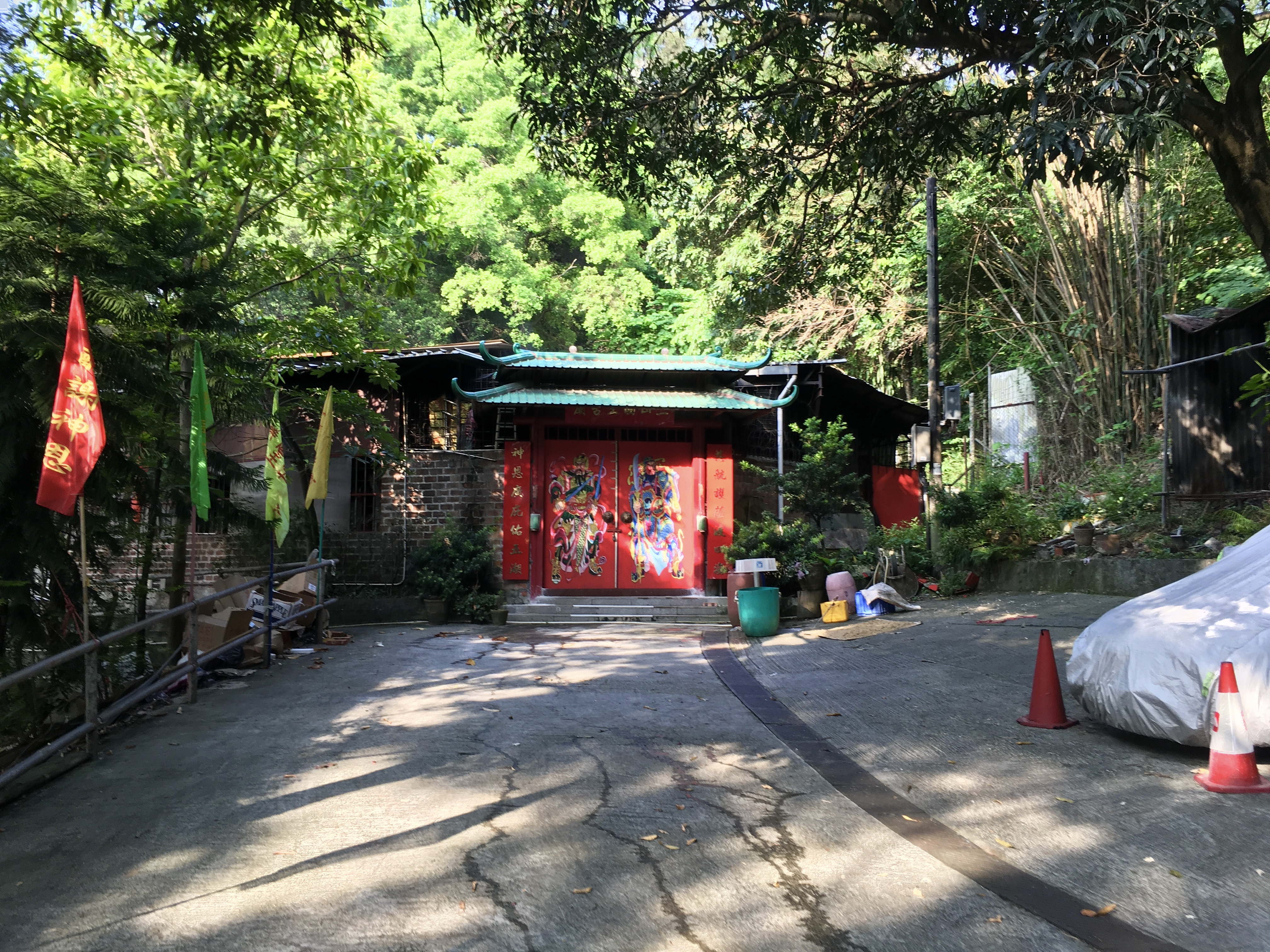
復康徑起點：三山國王廟
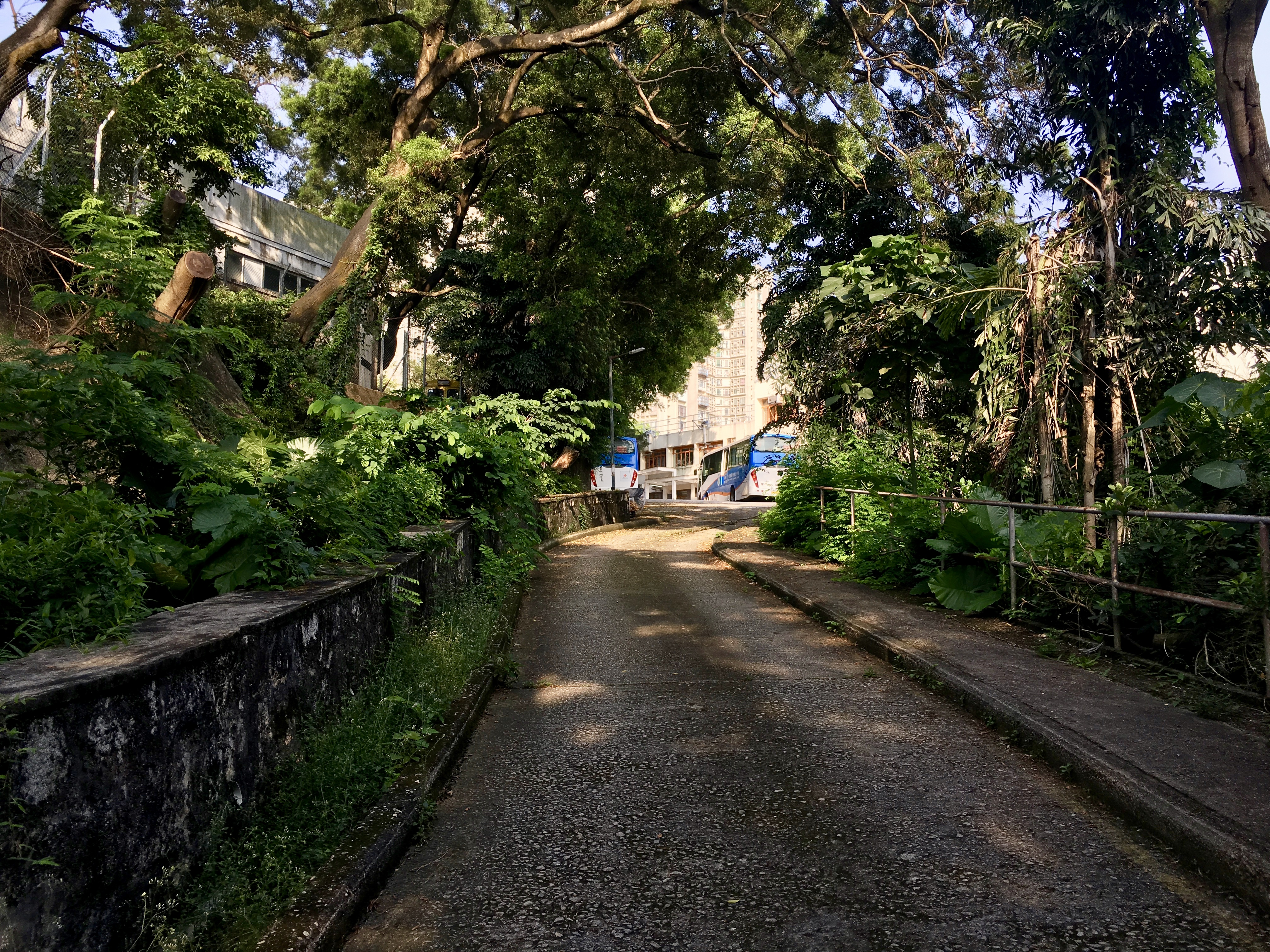
通往香港紅十字會雅麗珊郡主學校及香港復康會總部之馬路
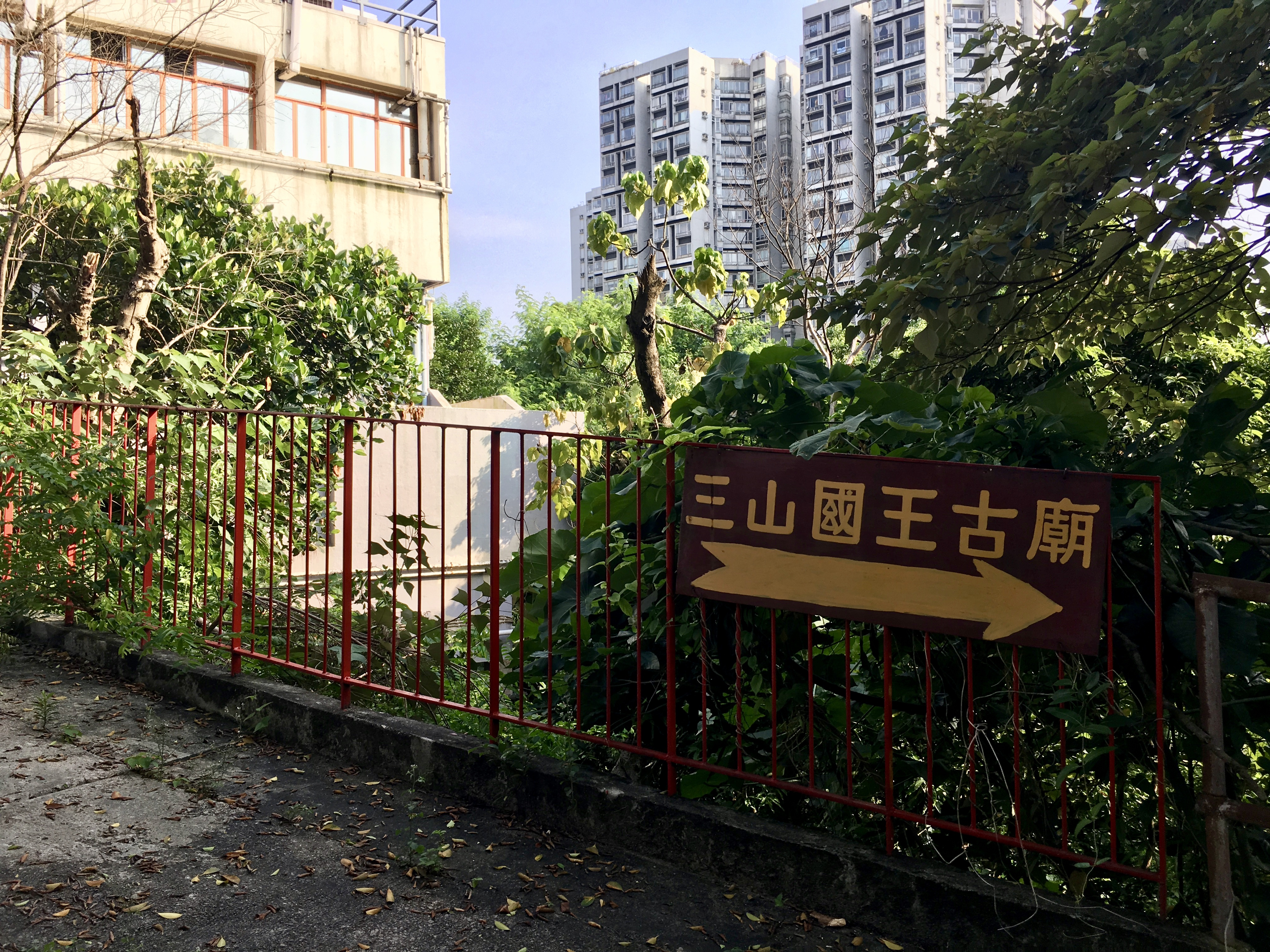
近終點有三山國王廟的指示牌

## 改善工程
茜發道行人路與復康徑交界的過路處人流頻繁，是麗港城居民前往藍田地鐵站的主要通道，但該小段無上蓋，觀塘區議會將出資延長6米延伸上蓋，預計2019年7月完成。

## 外部連結
- 香港復康會地址 （页面存档备份，存于）